# Pampalogruvan
Pampalogruvan är en gruva strax norr om Hattuvaara i Ilomants kommun i Östra Finlands län i norra Karelen. Där bryts sedan 2011 guldmalm av Endomines.
Förekomsten har tidigare provbrutits av Outokumpu, först 1996 som dagbrott och senare 1998–1999 i begränsad omfattning ned till omkring 100 meters djup. Den brutna malmen transporterades 400 kilometer till Vammala respektive Pyhäsalmi för anrikning. Den sammanlagda brytningen under dessa perioder uppgick till 114 372 ton med en genomsnittlig guldhalt på 15,3 gram guld per ton. Producerad guldmängd uppgick till 1 755 kg.
Gruvan har en snedbana ned till ett djup på 325 meter. Denna har, tillsammans med befintliga undersökningsorter, en längd på totalt 3 454 meter. Endomines bröt guld 2011–början av 2018, då gruvan lades i malpåse på grund av vid denna tidpunkt lågt guldpris. Under 2021 har förberedelser gjorts för återupptagande av driften under året.